# 2004年のバレーボール
< 2004年 | 2004年のスポーツ
2004年のバレーボール（2004ねんのバレーボール）では、2004年（平成16年）のバレーボール関連の出来事をまとめる。

## できごと
- FIVB加盟（その33） - 東ティモール。

## 国際大会
- アテネ五輪
  - 男子
    - 金メダル： ブラジル
    - 銀メダル： イタリア
    - 銅メダル： ロシア

  - 女子
    - 金メダル： 中国
    - 銀メダル： ロシア
    - 銅メダル： キューバ

- ワールドリーグ
  -     - 1位： ブラジル
    - 2位： イタリア
    - 3位： セルビア・モンテネグロ

- ワールドグランプリ
  -     - 1位： ブラジル
    - 2位： イタリア
    - 3位： アメリカ合衆国

- 欧州チャンピオンズリーグ2003-2004
  - 男子
    - 1位： ロコモティフ・ベロゴリエ
    - 2位： イスクラ・オジンツォボ
    - 3位： トゥールVB

  - 女子
    - 1位： テネリフェ・マリシャル
    - 2位： コルッシ・ペルージャ
    - 3位： RCカンヌ

- AVCアジアクラブ選手権
  - 男子
    - 1位： Sanam
    - 2位： ペイカン・テヘラン
    - 3位： アティラウ

  - 女子
    - 1位： Rahat
    - 2位： 八一益陽
    - 3位： 中山工商

## 国内大会

### 日本
- 第10回Vリーグ
  - 男子
    - 優勝：サントリー
    - 準優勝：JT
    - MVP：ジルソン・ベルナルド

  - 女子
    - 優勝：パイオニア
    - 準優勝：東レ
    - MVP：佐々木みき

- 第6回V1リーグ
  - 男子
    - 優勝：FC東京
    - 準優勝：警視庁

  - 女子
    - 優勝：KUROBEアクアフェアリーズ
    - 準優勝：PFU

- 第53回黒鷲旗全日本選手権
  - 男子
    - 優勝：JT
    - 準優勝：東レ
    - 黒鷲賞：イリア・サベリエフ

  - 女子
    - 優勝：東レ
    - 準優勝：JT
    - 黒鷲賞：アダムス

- 第35回全国高校選抜
  - 男子
    - 優勝：佐世保南（長崎）
    - 準優勝：東北（宮城）

  - 女子
    - 優勝：九州文化学園（長崎）
    - 準優勝：下北沢成徳（東京）

- 高校総体
  - 男子
    - 優勝：洛南（京都）
    - 準優勝：丸子実（長野）

  - 女子
    - 優勝：九州文化学園（長崎）
    - 準優勝：共栄学園（東京）

### イタリア
- セリエA 2003-2004
  - 男子
    - 優勝：シスレー・トレヴィーゾ

  - 女子
    - 優勝：バレー・ベルガモ

### 中国
- 中国バレーボールリーグ2003-2004
  - 男子
    - 優勝：上海东方男子排球
    - 準優勝：浙江利群男子排球

  - 女子
    - 優勝：天津ブリヂストン女子排球
    - 準優勝：八一益阳女子排球